# George Hazgan
George Hazgan (n. 24 noiembrie 1935, Vârfu Câmpului, Botoșani, România – d. 1980, București, România) a fost un cântăreț de romanțe, muzică populară și operetă din România. 
Familia Hazgan își are rădăcinile în satul Morișca, comuna Vârfu Câmpului. 
Părinții săi, Dumitru și Amalia Hazgan, învățători, au dat țării un eminent profesor universitar, doi avocați, o învățătoare și un mare actor, artist și interpret de operetă, George Hazgan. 
Acesta a fost interpret la Teatrul Național de Operetă „Ion Dacian” București, unde cânta în mare parte în duet cu Constanța Câmpeanu celebrele duete din opereta „Lăsați-mă să cânt” de Gherase Dendrino. Vocea sa puternică îi permitea să cânte orice gen muzical, de la romanțe până la muzică de petrecere sau populară.
Festivalului – concurs al romanței, al cântecului de petrecere și al cântecului satiric „GEORGE HAZGAN” îi poartă numele. Ediția a IX-a a avut loc între 18-19 noiembrie 2023 la Botoșani.

## Discografie

### ÎnregistrăriRadio România
| An      | Format          | Piese | Acompaniament                   |
| ------- | --------------- | --- | ------------------------------- |
| 1968    | benzi magnetice | Mândruliță, of Fudula Dang, dinga, danga Foaie verde bob năut                                                   | O.M.P.R., dirijor Radu Voinescu |
| 1975    | benzi magnetice | Ce are oare dragostea cu mine? Pui de dragoste năucă Dacă dai de-o supărare De-o să mai treci iubire pe la mine | O.M.P.R., dirijor Radu Voinescu |
| 1978    | bandă magnetică | La hanul Ancuței                                                                                                | O.M.P.R., dirijor Radu Voinescu |
| indisp. | bandă magnetică | A venit aseară mama (romanță)                                                                                   | O.M.P.R., dirijor Radu Voinescu |
| indisp. | bandă magnetică | Bătrâne sat întinerit                                                                                           | O.M.P.R., dirijor Radu Voinescu |
| indisp. | bandă magnetică | Crâșmăriță din Buzău                                                                                            | O.M.P.R., dirijor Radu Voinescu |
| indisp. | bandă magnetică | Foaie verde păltinaș                                                                                            | O.M.P.R., dirijor Radu Voinescu |
| indisp. | bandă magnetică | Îmbătrânesc | O.M.P.R., dirijor Radu Voinescu |
| indisp. | bandă magnetică | Lăsați-mă să-mi beau paharul                                                                                    | O.M.P.R., dirijor Radu Voinescu |
| indisp. | bandă magnetică | Mamă ce m-ai făcut fată                                                                                         | O.M.P.R., dirijor Radu Voinescu |
| indisp. | bandă magnetică | M-am născut într-un bordei                                                                                      | O.M.P.R., dirijor Radu Voinescu |
| indisp. | bandă magnetică | Scoate calul pune șaua                                                                                          | O.M.P.R., dirijor Radu Voinescu |
| indisp. | bandă magnetică | Trei carafe, trei ulcele                                                                                        | O.M.P.R., dirijor Radu Voinescu |
| indisp. | bandă magnetică | Zii un cântec de pahar măi lăutare                                                                              | O.M.P.R., dirijor Radu Voinescu |

### DiscuriElectrecord
| An   | Număr de catalog                        | Format           | Piese | Acompaniament                                                                                    |
| ---- | --------------------------------------- | ---------------- | --- | ------------------------------------------------------------------------------------------------ |
| 1966 | ECD 1131 Lăsați-mă să cânt (selecțiuni) | vinil, LP, 25 cm | 1. Duet Suzana-Nastasi „Nu-i Bai” 7. Duet Suzana-Nastasi „Fluierul” 9. Final Act II „Va fi o zi cu soare”                   | Orchestra Simfonică a Cinematografiei, dirijor Paul Ionescu În duet cu Constanța Câmpeanu (1, 7) |
| 1968 | EPC 10.045                              | vinil, EP, 17 cm | 1. Mândruliță, of 2. Fudula 3. Dang, dinga, danga 4. Foaie verde bob năut                                                   | orchestra Radu Voinescu                                                                          |
| 1975 | 45-EPC 10.409 Cântece de pahar          | vinil, EP, 17 cm | 1. Ce are oare dragostea cu mine? 2. Pui de dragoste năucă 3. Dacă dai de-o supărare 4. De-o să mai treci iubire pe la mine | orchestra Radu Voinescu Muzică și text D. Vasilescu-Liman                                        |
| 1983 | EPE 02419 Romanțe                       | vinil, LP, 30 cm | 5. La nunta noastră de argint (romanță)                                                                                     | O.M.P.R.                                                                                         |